# Otto Kirchheimer
Otto Kirchheimer (Heilbronn, 11 de noviembre de 1905-Washington, 22 de noviembre de 1965) fue un jurista y politólogo alemán. Participó de la Escuela de Frankfurt con trabajos sobre el Estado y los partidos políticos.
Nació en el seno de una familia judía y entre 1912 y 1924 estudió en Heilbronn, Heidelberg y Ettenheim. A continuación se matriculó en Derecho y sociología en Múnich, Colonia, Berlín y Bonn. En 1928 se doctoró cum laude por la Universidad de Bonn con un trabajo sobre Carl Schmitt y la teoría política del socialismo y el bolchevismo. En Bonn, Kirchheimer era considerado unos de los estudiantes favoritos de  Schmitt.
En su juventud Kirchheimer era conocido por sus convicciones socialistas y más tarde fue miembro del Partido Socialdemócrata.
De 1930 a 1933 Kirchheimer trabajó en la revista socialdemócrata Die Gesellschaft (La Sociedad) y como profesor de ciencias políticas. Entre 1932 y 1933 también trabajó como abogado en Berlín.
Durante el periodo de la República de Weimar el joven Kirchheimer analizó la relación entre la estructura social y la constitución causando cierta polémitca. Gran parte del debate fue causado por su ensayo Weimar und was dann? Entstehung und Gegenwart der Weimarer Verfassung (¿Después de Weimar, qué? Origen y presente de la Constitución de Weimar) publicado en Berlín 1930 y donde Kirchheimer describe que con la Constitución de Weimar como base el estado no es viable.

## Obras
- Castigo y Estructura Social (1939) (con Georg Rusche).